# 1928 في رومانيا
فيما يلي قوائم الأحداث التي وقعت خلال عام 1928 في رومانيا.

## رياضة
- 29 يوليو – دوري الدرجة الأولى الروماني 1927–28 الفائز CS Colțea Brașov [الإنجليزية]‏.

## مواليد

### فبراير
- 15 فبراير – غيولا تيليكي[1]
- 21 فبراير – فاسيلي تيتا ملاكم روماني.

### مارس
- 19 مارس – فاردهي فارديريسيان ممثلة أرمنية.[2]

### يونيو
- 21 يونيو – مارجيت براء ممثلة مجرية.[3]

### يوليو
- 7 يوليو – فاسيلي إم. بوبوف رياضياتي أمريكي.
- 14 يوليو – عزرا فليشر شاعر إسرائيلي.

### أغسطس
- 21 أغسطس – جيان كونستانتين

### سبتمبر
- 30 سبتمبر – إيلي فيزيل كاتب أمريكي، ناج من الهولوكوست.[4]

### أكتوبر
- 28 أكتوبر – إيون ميهاي باتشيبا

## وفيات

### سبتمبر
- 16 سبتمبر – ماري ستريت (مواليد 1855) ممثلة مسرحية ألمانية.[5]

### نوفمبر
- 7 نوفمبر – أرباد توث (مواليد 1886) شاعر مجري.[6]

### ديسمبر
- 24 ديسمبر – نيكولاي ليونارد (مواليد 1886) مغني أوبرا روماني.